# گواه‌گیری
گواه‌گیری یا واژه گواه به معنای شاهد و مراسم گواه‌گیری همان مراسم عقد است که در مفهوم شاهد و گواه گرفتن برای پیوند زناشویی بین زن و مرد است. در این مراسم کمینه هفت نفر باید به عنوان شاهد پیوند زناشویی حضور داشته باشند. موبد با لباس و کلاه سفید قسمت‌هایی از اوستا را می‌خواند. سپس در خواست سه باره و یک بارهٔ معمول به ترتیب از عروس (- به برداشتی واژهٔ عروس از واژهٔ اوستایی اروشه که در فارسی به معنی سپیدرنگ و سپیدپوش است، گرفته شده و چه زیباترست که پیرو این واژه با الف نگاشته شود) و داماد بیان می‌شود و پس از شنیدن پاسخ‌های مثبت و هابیروشاباش باشندگان، موبد آغاز به خواندن اندرزهایی می‌کند که طی آن در یکی از اندرزها در وصف داد و دهش از عروس و داماد می‌خواهد یک روز از ماه را برای این کار برگزینند و آنها نیز چنین می‌کنند و نام روز مورد نظر خود را می‌گویند.
در آیین اشوزرتشت زن و مرد باید آزادانه و از روی خرد اقدام به گزینش همسر کنند و چند همسری در این آیین وجود ندارد. در مورد طلاق هم به دلیل تأکید بر انتخاب از روی خرد جز در موارد خاص، میسر نیست. در آیین زرتشتی مهریه و جهیزیه وجود ندارد و پدر و مادر عروس تنها لوازم آغاز یک زندگی ساده را برای آنها فراهم می‌کنند. از این رو در مراسم پاتختی آشنایان و خویشان با مشورت هم هدایایی کاربردی را به عروس و داماد پیشکش می‌کنند. بنا بر آموزش گاتها (وهیشتوایشت گات) عروس و داماد باید در نیک منشی و مهرورزی از هم پیشی بگیرند.